# Abacetus emeritus
Abacetus emeritus es una especie de escarabajo terrestre de la subfamilia Pterostichinae.  Fue descrito por L. Peringuey en 1899.  A. emeritus es un pequeño escarabajo de color negro brillante con antenas bucales rojizas y patas y antenas de color negro intenso.  A. emeritus es muy raro y solo se conoce un relato publicado de su colección.  Se sabe muy poco sobre su hábitat; sin embargo, se encuentra en las tierras altas subtropicales de Zimbabwe. 

## Taxonomía y filogenia
El nombre de la especie emérito proviene del latín y significa "merecerse" o merecer.  Se desconoce el motivo por el que se le dio este nombre a la especie, pero sugiere que A. emeritus merece pertenecer al género Abacetus.
El espécimen holotipo es una hembra y fue recolectado por GAK Marshall con fecha de recolección en algún momento de la década de 1890.  A. emeritus es similar a Abacetus nigrinus. 
S. Straneo examinó el espécimen holotipo en el Museo de Sudáfrica en la década de 1940.  Straneo no pudo examinar otros ejemplares de la especie porque ninguno de los ejemplares recibidos de museos y particulares coincidía con el ejemplar típico. 

### Clave de especies
A partir de la clave de especies desarrollada por L. Peringuey se puede identificar A. emeritus de la siguiente manera:
GRUPO. Especies en las que el espolón interno de las tibias anteriores es simple o ligeramente partido. 
SUBGRUPO. Especies que tienen articulaciones antenales de espesor normal. 
Abaceto emérito. El protórax tiene forma de corazón y los intervalos de las alas están moderadamente elevados en el disco. 

## Descripción

### Tamaño
L. Peringuey describió el único espécimen adulto como de 9 mm de largo y 4 mm de ancho. 

### Color y marcas
Los escarabajos son negros y brillantes, las antenas bucales (palpos) son ligeramente rojizas (subrufrescentes).  Las tres articulaciones antenales basales y el pie (tarsos) son de color negro intenso (piceous).  Straneo observó que las rayas de la especie son perfectamente lisas, sin ningún rastro de festoneado (crenulación). 

### Piernas
Espolón interno en la porción de la pierna (tibia) que, visto desde el frente (anterior), está intacto (simple) o muy ligeramente dividido (bífido).  Las tibias posteriores tienen tres surcos (tri-sulcados), al igual que los pies posteriores e intermedios (tarsos). 

### Tórax
El primer segmento torácico (protórax), que es el segmento más cercano a la cabeza, tiene casi forma de corazón (subcordiforme) y no tiene pelo (glabro).  El protórax es ancho y largo, curvado como un arco (arqueado) en el costado (lateralmente) desde el ápice hasta la base, pero más ancho en la parte delantera (anterior) que en la parte posterior (posterior), donde no tiene hendiduras curvilíneas ( no sinuoso), pero el ángulo basal es agudo y se proyecta, el margen exterior está doblado hacia atrás (reflejo).  En el protórax, el surco lateral (surco lateral) es estrecho y se extiende desde el ángulo frontal (anterior) hasta el poro basal y no continúa a lo largo del margen basal hasta el surco longitudinal basal (surco), el espacio a lo largo de la base entre los surcos. (surcos) y la línea longitudinal mediana no está perforada (impuntada), la parte frontal del disco que es más ancha a través de la parte mediana es ligeramente convexa y los lados de la parte posterior (posterior) no están deprimidos ni doblados hacia atrás (reflejados) en el sitio (lateralmente). 

### Alas
Los intervalos de las alas (élitros) están moderadamente elevados en la superficie superior central (disco).  Las alas tampoco tienen pelo.  Las alas son rectangulares (oblongas), más estrechas que la base del protórax, pero con la parte del hombro (humeral) inclinada, la línea deprimida longitudinal (estrías) es profunda y no punzada (impuntada) y los intervalos planos, la punción en el tercero. El intervalo es aproximadamente el medio (mediana). 

### Distribución y hábitat
Se recolectó un único individuo en la provincia de Mashunald, Salisbury (ahora Harare) en Zimbabwe.  No se conocen otras ubicaciones.
Según el único registro de recolección, A. emeritus se encuentra predominantemente en tierras altas subtropicales con un invierno seco (Cwb). 